# Premier ministre de Namibie
Le Premier ministre de Namibie (en anglais : Prime Minister of Namibia) est le chef des affaires gouvernementales de la Namibie auprès du Parlement. Il a également pour charge de coordonner les travaux du cabinet en tant que chef de l'administration et exerce d'autres fonctions qui peuvent être désignées par le président ou le vice-président dans l'exercice de ses fonctions.
La fonction est créée lors de l'indépendance du pays vis-à-vis de l'Afrique du Sud, le 21 mars 1990. Le Premier ministre est désigné par le président de la République pour une durée indéterminée. 
Il existe également un vice-Premier ministre de Namibie, désigné aussi par le président de la République, mais subordonné à ce dernier, au vice-président de la République et au Premier ministre. 
Le titulaire actuel du poste est Elijah Ngurare, depuis le 22 mars 2025.

## Liste des titulaires
| N°  | Portrait                   | Titulaire (Naissance-mort)               | Mandat          | Mandat          | Mandat                    | Parti politique | Parti politique | Président de la République  |
| N°  | Portrait                   | Titulaire (Naissance-mort)               | Début           | Fin             | Durée                     | Parti politique | Parti politique | Président de la République  |
| --- | -------------------------- | ---------------------------------------- | --------------- | --------------- | ------------------------- | --------------- | --------------- | --------------------------- |
| 1   | Hage Geingob               | Hage Geingob (1941-2024)                 | 21 mars 1990    | 28 août 2002    | 12 ans, 5 mois et 7 jours |                 | SWAPO           | Sam Nujoma                  |
| 2   | Theo-Ben Gurirab           | Theo-Ben Gurirab (1938-2018)             | 28 août 2002    | 21 mars 2005    | 2 ans, 6 mois et 21 jours |                 | SWAPO           | Sam Nujoma                  |
| 3   | Nahas Angula               | Nahas Angula (né en 1943)                | 21 mars 2005    | 4 décembre 2012 | 7 ans, 8 mois et 13 jours |                 | SWAPO           | Hifikepunye Pohamba         |
| (1) | Hage Geingob               | Hage Geingob (1941-2024)                 | 4 décembre 2012 | 21 mars 2015    | 2 ans, 3 mois et 17 jours |                 | SWAPO           | Hifikepunye Pohamba         |
| 4   | Saara Kuugongelwa-Amadhila | Saara Kuugongelwa-Amadhila (née en 1967) | 21 mars 2015    | 21 mars 2025    | 10 ans                    |                 | SWAPO           | Hage Geingob Nangolo Mbumba |
| 5   | Elijah Ngurare             | Elijah Ngurare (né en 1970)              | 22 mars 2025    | en cours        | 12 jours                  |                 | SWAPO           | Netumbo Nandi-Ndaitwah      |